# Jorge Glas
Jorge Glas, né le 13 septembre 1969 à Guayaquil, est un ingénieur électronicien et homme d'État équatorien, vice-président de la République du 24 mai 2013 au 2 janvier 2018, successivement sous la présidence de Rafael Correa puis sous celle de Lenín Moreno, avant d'être destitué après sa condamnation à six ans de prison pour corruption. Il rejette les accusations dont il fait l'objet et se déclare victime de « lawfare ».

## Vice-président de la République

### Mandat sous la présidence de Rafael Correa
Le tandem composé de Glas et du président sortant Rafael Correa est élu lors de l'élection présidentielle de 2013 avec 57,17 % des voix[réf. souhaitée].

### Mandat sous la présidence de Lenín Moreno
Il est candidat pour le mouvement de gauche socialiste Alianza País à l'élection présidentielle de 2017 aux côtés de son prédécesseur Lenín Moreno. Le tandem est en tête du premier tour avec 39,3 % des voix. La Constitution équatorienne prévoyant qu'un candidat peut être élu dès le premier tour s'il obtient plus de 40% des voix avec au moins 10% d'avance sur le second et la première de ces conditions n'étant pas remplie, un second tour est organisé.
Au second tour, le ticket composé de Lenín Moreno et Jorge Glas est vainqueur avec 51,11 % des voix. Moreno est officiellement proclamé président le 4 avril.
Jorge Glas se voit attribuer dès sa prise de fonction le 24 mai, par décret présidentiel, la présidence de deux comités liés à la gestion économique du pays : le conseil sectoriel de la production et le comité pour la reconstruction et la réactivation de la production et de l'emploi pour les zones affectées par le tremblement de terre du 16 avril. Le 22 juin, un deuxième décret le nomme à la présidence du comité exécutif du conseil productif et fiscal.
Le 2 août 2017, visé par des accusations de corruption dans le cadre de l'affaire Odebrecht, Glas s'adresse au public dans une longue lettre par laquelle il clame son innocence, annonce qu'il conservera ses fonctions, et critique durement le président Moreno, lui rappelant que tous deux ont été élus pour poursuivre la politique initiée par l'ancien président Rafael Correa. Dans cette lettre, Glas accuse Moreno, entre autres, de reconstituer les prébendes du « vieux pays » et de créer un terrain propice à la corruption institutionnalisée. Le 3 août, Lenín Moreno décide de retirer au vice-président Jorge Glas toutes ses attributions. Selon un analyste de la BBC, cette décision est un épisode d'une lutte de pouvoir entre Moreno et Glas, impliquant également l'ancien président Rafael Correa dont les relations avec son successeur n'ont cessé de se dégrader après la prise de fonctions de celui-ci. D'après cet analyste, Correa aurait d'abord envisagé de confier sa succession à Glas, avant de la confier à Moreno qui jouissait d'une meilleure popularité. Glas conserve toutefois son titre de vice-président et certains des privilèges liés à sa fonction (salaire, sécurité personnelle, locaux de la vice-présidence, et droit d'assister aux séances du Conseil des ministres), et demeure le successeur constitutionnel de Moreno en cas de vacance temporaire ou définitive du pouvoir.

## Poursuites judiciaires
Le 2 octobre 2017, Glas est arrêté et mis en détention préventive. Le 4 octobre 2017, María Alejandra Vicuña lui succède par intérim à la vice-présidence. Le 13 décembre 2017, Glas est condamné à six ans de prison par la Cour suprême. Il est finalement destitué le 2 janvier 2018,, trois mois après son incarcération, après le refus du gouvernement de considérer son absence du pouvoir comme un simple congé et alors qu'une procédure de destitution avait été lancée à son égard le 21 décembre. Une liste de successeurs potentiels doit être soumise par le président au Parlement dans les quinze jours suivant sa destitution, le Parlement étant chargé d'élire un candidat parmi cette liste, à défaut de quoi la tête de liste proposée par le président Moreno deviendrait automatiquement vice-présidente. Le président Moreno a donc présenté le 4 janvier 2018 à l'Assemblée une liste de trois successeurs possibles ; Maria Alejandra Vicuña en occupe la première place, les deux autres candidates étant la ministre des Affaires étrangères María Fernanda Espinosa et la ministre de la Justice Rosana Alvarado. Le 6 janvier 2018, celle-ci est élue vice-présidente par l'Assemblée.
Le 7 avril 2020, il est condamné à huit ans de prison. Cette peine est assortie d'une interdiction d'exercer des fonctions publiques pendant 25 ans. Certains analystes ont estimé que le procès était politiquement motivé.
Son avocat, Harrison Salcedo, est assassiné le 28 avril 2021 à Quito.
Après avoir purgé sa première peine, il se réfugie le 17 décembre 2023 dans l'ambassade du Mexique à Quito et, le 22 décembre suivant, il demande l'asile au Mexique. Le 5 avril 2024, l'asile lui est accordé, et le soir même la police équatorienne pénètre de force dans l'enceinte de l'ambassade. À la suite de cette violation de l'inviolabilité diplomatique le Mexique et le Nicaragua rompent alors toutes relations diplomatiques (es) avec l'Équateur,,,. Il est hospitalisé le 9 avril après avoir refusé de s'alimenter. Le 29 avril, L'Équateur présente une plainte contre le Mexique devant la Cour internationale de justice (CIJ) pour avoir accordé l'asile à Jorge Glas, visé par un mandat d'arrêt pour corruption.
Le 9 octobre 2024, Le département d'État américain interdit à Jorge Glas, d'entrer aux Etats-Unis, Rafael Correa est accusés[Quoi ?] de corruption.
Le 5 janvier 2025, Jorge Glas est évacué de la prison de La Roca à Guayaquil après une tentative d'assassinat présumée contre lui.